# Finale du championnat de France de rugby à XV 1991-1992
La finale du championnat de France de rugby à XV 1991-1992 oppose le 6 juin 1992 le Rugby club toulonnais au Biarritz olympique.
La rencontre se déroulée devant près de 50 000 personnes au Parc des Princes (Paris) et s'achève sur la victoire de Toulon sur le score de 19 à 14.

## Contexte
Ce match est le dernier disputé par Serge Blanco qui dispute là sa première finale de championnat. Le Rugby club toulonnais, qui a dû passer par les barrages, se retrouve en finale avec quatre juniors.

## Feuille du match

### Les équipes
- Rugby Club toulonnais : Teisseire; Jehl, Trémouille (cap.), Repon, Jaubert; Delaigue (o), Hueber (m); Melville, Louvet, Loppy; Motteroz, Orsoni; Braendlin, Dasalmartini, Périé (puis de Rougemont, 65e).
- Biarritz olympique : Blanco (cap.); Corrihons, Feuillade, Daguerre, Hontas; Arrieta (o), Lecuona (m); Gouloumet, Pool-Jones, Irigaray (puis Tarat, 60e); Condom, Sanoko; Ondarts, Boulé, Mondéla.

### Évolution du score
- Rugby Club toulonnais - Biarritz olympique : 3 - 0   Teisseire (5e) pénalité
- Rugby Club toulonnais - Biarritz olympique : 3 - 4   Irigaray (6e) essai
- Rugby Club toulonnais - Biarritz olympique : 6 - 4   Jehl (17e) pénalité
- Rugby Club toulonnais - Biarritz olympique : 6 - 7   Blanco (19e) pénalité (de 60 m !)
- Rugby Club toulonnais - Biarritz olympique : 9 - 7   Delaigue (37e) drop

Mi-temps
- Rugby Club toulonnais - Biarritz olympique : 13 - 7  Repon (46e) essai
- Rugby Club toulonnais - Biarritz olympique : 16 - 7  Delaigue (62e) drop
- Rugby Club toulonnais - Biarritz olympique : 16 - 10 Arriéta (73e) pénalité
- Rugby Club toulonnais - Biarritz olympique : 19 - 10 Hueber (75e) drop
- Rugby Club toulonnais - Biarritz olympique : 19 - 14 Hontas (78e) essai

Fin du match, le RCT est champion de France,.

## Résumé du match
Le Parc des Princes accueillait donc pour sa dernière apparition crampons aux pieds, Serge Blanco et ses Basques contre les Varois conduits par Pierre Trémouille, le capitaine Eric Champ ayant été privé de Finale à la suite d'une petite friction avec Abdel Benazzi en demi-finale du Du Manoir… 
Si les Rouge et Noir s'étaient montrés prévenants en laissant les vestiaires habituels du XV de France à Biarritz, sur le terrain il était hors de question de laisser « Monsieur Serge » repartir avec le « bout de bois ». 
Dès le coup d'envoi, Toulon occupait le camp biarrot et Yann Delaigue tente le drop qui échoue de peu. Le RCT ouvrait le score à la 5ème par une pénalité de Patrice Teisseire. Sur le renvoi, Biarritz récupère le cuir : Serge Blanco s'enfonce, David Arrieta prolonge avec le soutien des avants en fin de course et lrigaray peut aplatir. Arriéta rate la transformation et le BO mène alors 4 à 3. A la 9ème minute, c'est la première mêlée. Le pack biarrot explose. Toulon est maître en mêlée. Pascal Jehl, le 3/4 Toulonnais qui n'avait pu redresser sa course pour marquer un essai, passe une pénalité de 48 mètres en biais à la suite d'un hors-jeu. Toulon 6 – Biarritz 4 (16ème). Serge Blanco rendra la politesse en marquant une pénalité de 60 mètres à la 19ème ! Toulon 6 – Biarritz 7. Il échouera de peu des 58 mètres à la 28ème. 
L'immense Eric Melville prend une balle en touche, Aubin Hueber sert Yann Delaigue qui passe le drop des 45 mètres à gauche des perches : Toulon 9 – Biarritz 7. Ce sera le score à la mi-temps. 
Dès la reprise, le pack Toulonnais remet la pression et continue d'avancer. A la 46ème, Pierre Trémouille s'échappe dans l'axe. Il reçoit le soutien de Jean-Christophe Repon qui accélère et file à l'essai. La transformation est ratée. Toulon 13 – Biarritz 7. 
Peu après l'heure de jeu, Léon Loppy capte une balle en fond de touche, Delaigue passe le drop des 30 mètres en coin. Toulon 16 – Biarritz 7. 
Arriéta réduira le score à la 73ème par une pénalité. Toulon 16 – Biarritz 10. Deux minutes plus tard, sur un maul provoqué par David Jaubert après une chandelle récupérée par Pierre Trémouille et Léon Loppy, Aubin Hueber passe un drop des 22 mètres droit. Toulon 19 – Biarritz 10.En fin de match, la mêlée de Biarritz continue à reculer et pourtant Lecuona tente un grand côté, que Hontas emmène jusqu'à l'essai. Toulon 19 – Biarritz 14. 
Toulon remporte son 3ème Bouclier de Brennus qu'Eric Champ reçoit en costume, et Serge Blanco quitte le terrain sous les hourras des Supporters des deux camps.
- RCT - BOPB  : 19-14
- Le samedi 6 juin 1992 au Parc des Princes à Paris, Toulon bat Biarritz 19-14 1re MT(09-07) 2e MT(10-07)
- 49 370 spectateurs (45 112 payants)
- Arbitres :  M. Ceccon (Lyonnais), assisté de MM. Salles (Périgord-Agenais) et Rouve (Languedoc)
- Temps : bon
- Terrain : bon